# 羽田スカイアーチ

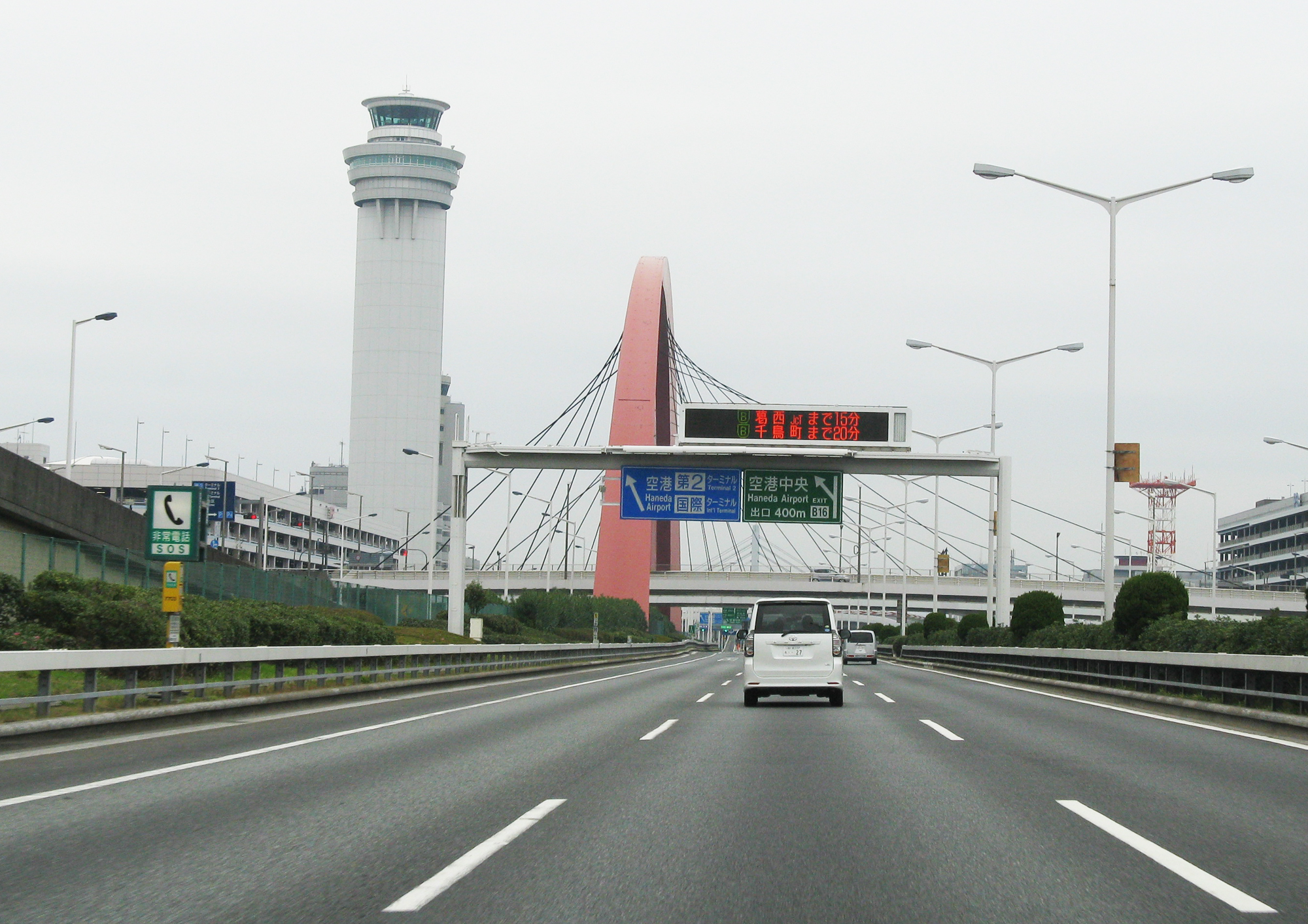
首都高速湾岸線より撮影。左の塔は羽田空港の管制塔。

羽田スカイアーチ（はねだスカイアーチ）は、東京国際空港（以下、羽田空港とする）の第一ターミナルと第二ターミナルの間にある橋梁である。羽田空港のシンボル的存在とされている。
アーチという名称ではあるが、実際には2つの橋梁がアーチから伸びるケーブルで吊られている斜張橋である。正式名称も東京国際空港中央南北連絡橋である。
平成4年度土木学会田中賞を受賞した。 

## 建設の背景
運輸省（現国土交通省）による東京国際空港沖合展開事業の第II期事業の一環として、西ターミナル施設が1993年9月に供用開始された。さらに首都高速湾岸線を含む東京湾岸道路が空港内まで乗り入れ、ターミナルと連絡することとなった。時を同じくして、東京モノレール羽田線がターミナル地区の中央部分まで延伸することとなった。
しかし湾岸線により、空港が東西に分断されてしまうため、湾岸線を跨ぐ橋が複数架設されることとなった。そのうち、最も中心的な存在とされたのが、東京国際空港中央南北連絡橋である。

## 構造
付近の地盤は羽田マヨネーズ層と呼ばれるほど軟弱な埋立地であるため、下部工は50メートルから60メートルある鋼管杭が支持層まで打ち込まれている。
上部工は世界でも類を見ない主塔アーチ型の斜張橋であり、アーチの高さは44.5メートル、アーチのスパンは160メートル、南北二本の主桁は主塔とケーブルで結ばれている。
このような構造になった理由は、設計選定のときに、
1. 第一・第二ターミナルの間を走る東京湾岸道路に対する建築限界がある
2. 東京湾岸道路があるので、無論道路部分には橋脚を建てられない
3. 橋梁の中央部の地下に駅（旧・羽田空港駅。現・羽田空港第1・第2ターミナル駅）が来るので、そこにも橋脚を建てられない
4. 旅客ターミナルや立体駐車場に囲まれており、空間的な制約がある

などの制約があったためである。
これに加え連絡橋にはランドマーク的要素も求められていたため、「ターミナルから見るとアーチ橋のように、東京湾岸道路からみると斜張橋のように見える」という面白さや、西側東側というターミナルの対立軸を強調する効果などから、最終案として大アーチ形式が採用された。
主塔（アーチ部）の色はラセットブラウンが選定された。

## 画像

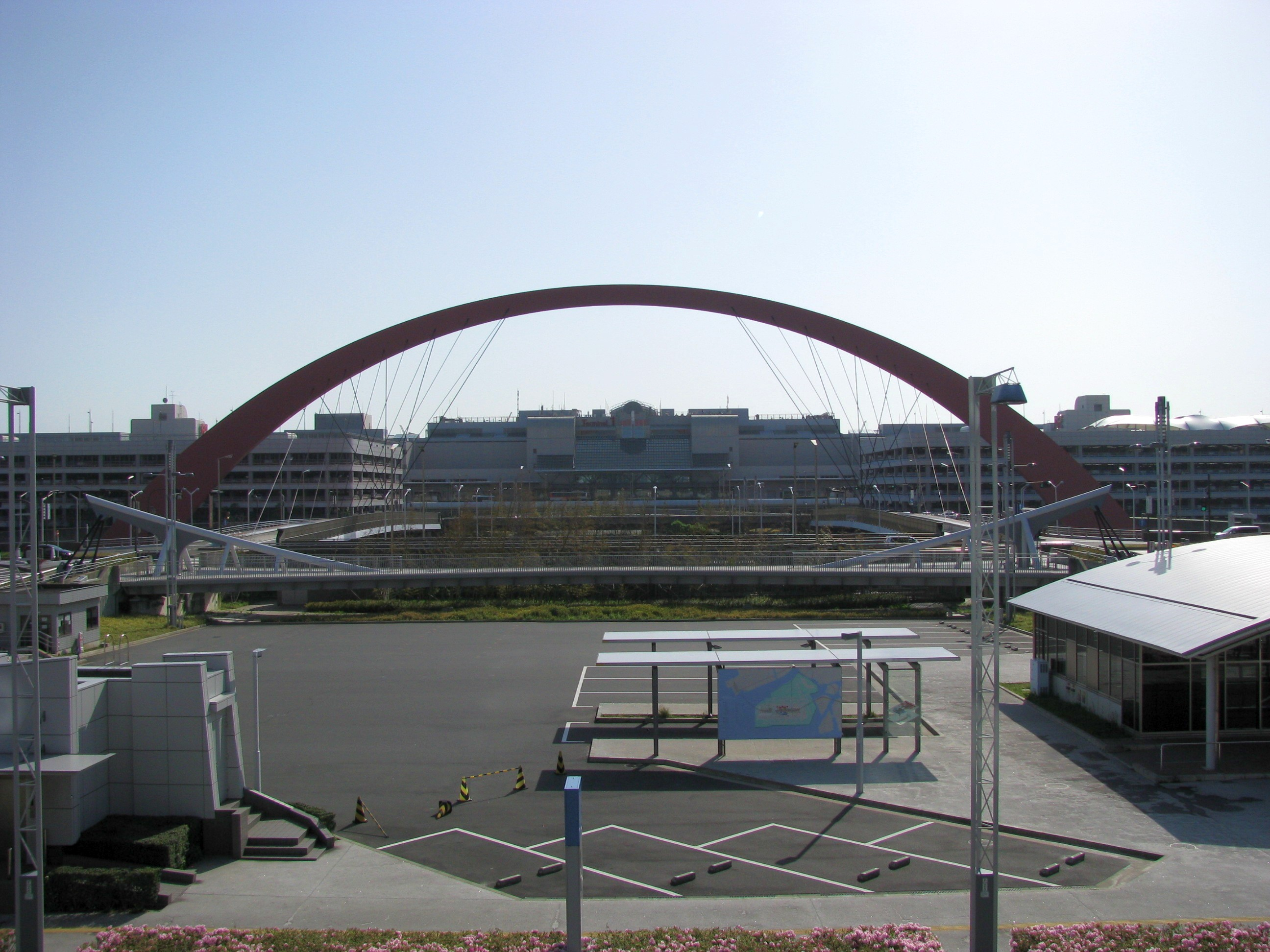
第二ターミナルから羽田スカイアーチとその奥の第一ターミナルを望む。
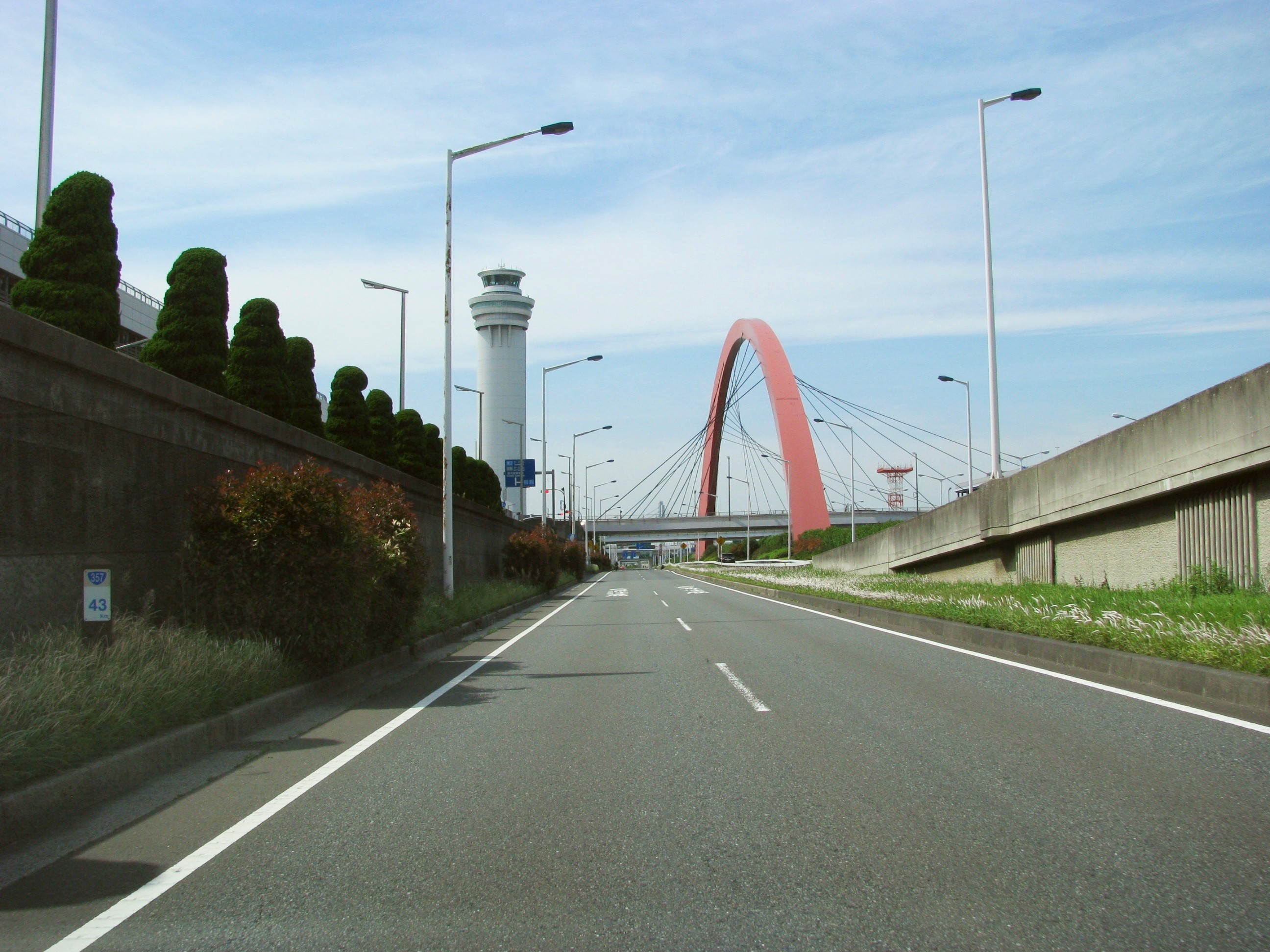
国道357号から。
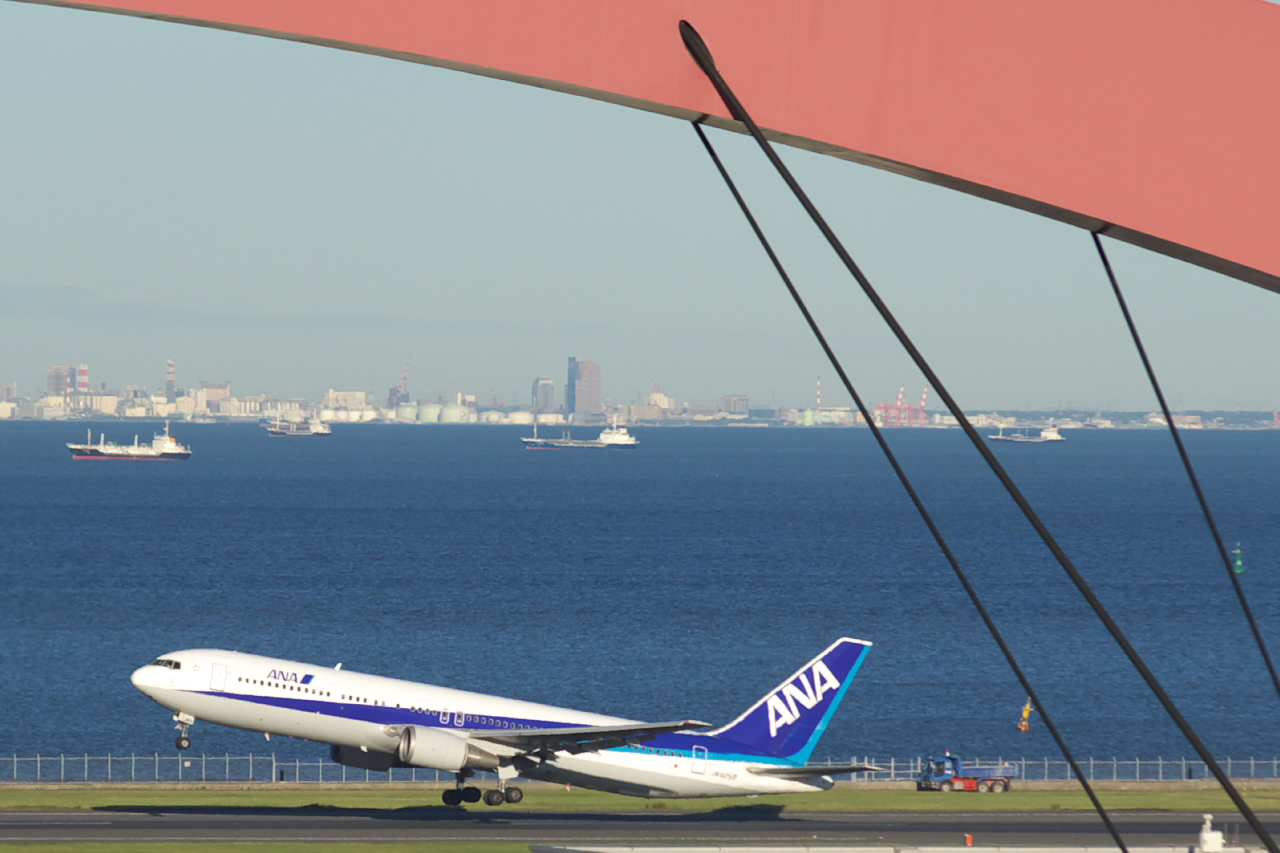
第一ターミナル送迎デッキからアーチ越しにC滑走路を望む。対岸は幕張近辺。